# Russie au Concours Eurovision de la chanson 2021
La Russie est l'un des trente-neuf pays participants du Concours Eurovision de la chanson 2021, qui se déroule à Rotterdam aux Pays-Bas. Le pays est représenté par la chanteuse Manizha et sa chanson  Russian Woman, sélectionnées lors de l'émission Evrovidenie 2021 – Nacionalniy Otbor. Le pays se classe 9e avec 204 points lors de la finale.

## Sélection
Le diffuseur russe Pervi Kanal confirme, le 28 septembre 2020, la participation du pays à l'Eurovision 2021. Silencieux pendant plusieurs mois après l'annulation de l'Eurovision 2020, le diffuseur annonce finalement le 2 mars 2021 annonce ne pas reconduire le groupe Little Big et précise qu'une sélection télévisée aura lieu six jours plus tard.
L'émission de sélection est diffusée le 8 mars 2021. Trois artistes sont en compétition et c'est le télévote russe qui sélectionne le gagnant.
| Ordre | Artiste     | Chanson          | Televote | Place |
| ----- | ----------- | ---------------- | -------- | ----- |
| 1     | Therr Maitz | Future Is Bright | 24.6%    | 3     |
| 2     | #2Mashi     | Bitter Words     | 35.7%    | 2     |
| 3     | Manizha     | Russian Woman    | 39.7%    | 1     |

Au terme de l'émission, la chanteuse Manizha est sélectionnée pour représenter la Russie à l'Eurovision 2021 avec sa chanson Russian Woman.

## À l'Eurovision
La Russie participe à la première demi-finale du 18 mai 2021. Elle s'y classe 3e avec 225 points, se qualifiant donc pour la finale. Lors de celle-ci, elle termine à la 9e place avec 204 points.